# Gustav Wang
Gustav Wang (født 13. marts 2003 i Rødovre) er en cykelrytter fra Danmark, der kører for XDS Astana Development Team.

## Karriere
I både 2019 og 2020 blev han dansk juniormester i enkeltstart. I 2021 blev det til en sølvmedalje, kun overgået af Carl-Frederik Bévort. Ved DM i cykelcross 2020 blev Wang dansk juniormester.
Wang blev ved VM i landevejscykling 2021 verdensmester i juniorenes enkeltstart.